# Klančnik
Klančnik je priimek v Sloveniji, ki ga je po podatkih Statističnega urada Republike Slovenije na dan 1. januarja 2010 uporabljalo 639 oseb.

## Znani nosilci priimka
- Alojz Klančnik (1912–1972), smučarski tekač
- Breda Ilich Klančnik (*1946), umetnostna zgodovinarka, kustosinja
- Cvetka Klančnik Belin (1931–1977), jadralna letalka, padalka
- Gregor Klančnik (1913–1995), metalurški gospodarstvenik, športni delavec, planinec
- Iztok Klančnik, menedžer, športni delavec
- Janez Klančnik (1819/23?/–1858), misijonar/raziskovalec v Afriki, trgovec s slonovino
- Jože Klančnik - "Martinov" (*1931), kulturni delavec, urednik, literat, amaterski gledališčnik, novinar, založnik
- Jure Klančnik (194?–1985), zdravnik internist
- Kar(e)l Klančnik (1917–2009), smučarski skakalec in trener
- Karel Klančnik (ps. Jernej Roj) (1928–1988), pesnik, prevajalec, novinar, publicist (v Nemčiji od 1962)
- Katarina Klančnik Kocutar (*1968), dramaturginja, lutakica (gledališčnica)
- Maja Klančnik (*1967), tekstilna tehnologinja, prof. NTF
- Marjan Klančnik (1939–2019), elektrotehnik, ljubiteljski zgodovinar/domoznanec
- Nada Klančnik (*1936), baletna plesalka (rojena v Zagrebu)
- Robert Klančnik, likovni umetnik (slikar), pedagog
- Rok Klančnik (1966–2013), svetovni turistični funkcionar (novinar)
- Saša Klančnik, igralec
- Simon Klančnik (1810–1844), teolog (biblicist), nabožni pisec in prevajalec
- Simon Klančnik, strojnik, prof. UM
- Stane Klančnik (*1951), mentor tenične vzgoje, inovator, slikar, pesnik, glasbenik ...
- Urban Klančnik - "Kalki" (*1978), pisatelj, glasbenik, iluzionist
- Veronika Klančnik (1974–2005), filmska ustvarjalka